# Tikopianische Sprache
Die tikopianische Sprache ist eine polynesische Sprache, die auf Tikopia, einer Insel der Salomonen, gesprochen wird. Sie ist am nächsten mit der anutischen Sprache, die auf Anuta (Salomonen) gesprochen wird, verwandt.
Die Grundwortstellung der Sprache ist Subjekt-Verb-Objekt (SVO) bzw. Verb-Subjekt-Objekt (VSO).